# Hr. Ms. Van Galen (G84)
Lo Hr. Ms. Van Galen (pennant number G84) fu un cacciatorpediniere della Koninklijke Marine olandese, entrato in servizio nel febbraio 1942 e appartenente alla classe N.
Costruito inizialmente per la Royal Navy britannica con il nome di HMS Noble, l'unità fu ceduta alla marina olandese prima del varo servendo poi nel corso della seconda guerra mondiale principalmente contro i giapponesi nel teatro dell'Oceano Indiano e del Pacifico sud-occidentale; rimasta in servizio nella marina olandese dopo la guerra, la nave prese parte alla guerra di Corea prima di essere ritirata dal servizio nel 1956 e avviata infine alla demolizione nel 1957.

## Storia
Ordinata il 15 aprile 1939 ai cantieri della William Denny and Brothers di Dumbarton, la nave fu impostata il 10 luglio 1939. L'unità doveva entrare in servizio con la Royal Navy sotto il nome di HMS Noble ("nobile" in lingua inglese), ma il 18 marzo 1941 il governo britannico decise di cederla alla marina olandese unitamente alla gemella HMS Nonpareil parimenti ancora in costruzione nello stesso cantiere, come compensazione per i cacciatorpediniere perduti dagli olandesi a seguito dell'invasione tedesca dei Paesi Bassi; il completamento della nave fu inoltre finanziato tramite una pubblica sottoscrizione tra la popolazione delle Indie orientali olandesi. L'unità fu quindi varata il 17 aprile 1941 con il nome di Hr. Ms. Van Galen, in onore sia dell'ammiraglio olandese Johan van Galen (Essen, 1604/1605 – Livorno, 13 marzo 1653), che di un omonimo cacciatorpediniere della classe Admiralen affondato dai tedeschi nel maggio 1940; la nave entrò quindi in servizio l'11 febbraio 1942.
Assegnato inizialmente alla Home Fleet di Scapa Flow per il completamento delle prove in mare e le esercitazioni dell'equipaggio, il Van Galen fu poi assegnato alla 7th Destroyer Flotilla della Eastern Fleet britannica di stanza nell'oceano Indiano e il 15 aprile 1942 salpò dal Regno Unito come unità di scorta del convoglio WS18 diretto a Freetown dove arrivò il 29 aprile seguente; salpato alla volta di Kilindini in Kenya il 3 maggio, il cacciatorpediniere arrivò a destinazione in giugno iniziando la sua attività come unità di scorta alle formazioni britanniche che incrociavano nell'oceano Indiano: il 21 luglio scortò la nave da battaglia HMS Warspite e le portaerei HMS Illustrious e HMS Formidable dirette a Colombo, mentre tra il 30 luglio e il 2 agosto si aggregò a una formazione britannica disposta come forza di copertura per tre falsi convogli diretti alle isole Andamane, una missione diversiva (operazione Stab) per indurre i giapponesi a ritenere imminente uno sbarco anfibio nell'area.

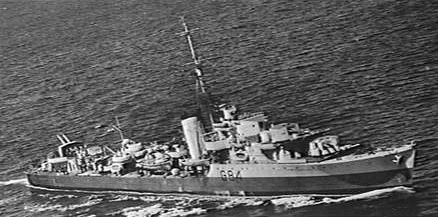
L'unità in navigazione nel 1943

In settembre il cacciatorpediniere fu destinato alle operazioni nelle acque del Madagascar, colonia rimasta fedele alla Francia di Vichy e quindi invasa dai britannici fin dal maggio precedente: salpato da Kilindini il 9 settembre, il giorno successivo il Van Gale si aggregò a una formazione composta dall'incrociatore olandese Hr. Ms. Jacob van Heemskerck e due cacciatorpediniere britannici per appoggiare lo sbarco di reparti di commando diretti a occupare l'aeroporto e la stazione radio di Morondava, un'azione diversiva per distrarre i difensori francesi dallo sbarco principale che sarebbe stato condotto in contemporanea a Majunga più a nord. Completata questa operazione, in ottobre il Van Galen fu trasferito in forza alla United States Seventh Fleet operante nell'oceano Pacifico, raggiungendo la base di Fremantle in Australia insieme al gemello Tjerk Hiddes e all'incrociatore Hr. Ms. Tromp; in novembre l'unità partecipò a tre missioni nelle acque di Timor per recuperate truppe e personale alleato in fuga dagli occupanti giapponesi, portando in salvo circa 950 persone a Darwin. L'unità fu poi impegnata nella scorta dei convogli nelle acque australiane e nel Pacifico sud-occidentale, alternado le uscite in mare con soste in cantiere per lavori di manutenzione di routine.
Nel gennaio 1944 l'unità fu ritrasferita alla Eastern Fleet britannica, raggiungendo Trincomalee insieme al Tromp e al Tjerk Hiddes in febbraio. Tra il 22 e il 26 marzo il Van Galen accompagnò un grosso scaglione della flotta britannica in una sortita nell'oceano Indiano, operazione volta a proteggere il trasferimento nel bacino della portaerei statunitense USS Saratoga; tra il 16 e il 24 aprile invece il cacciatorpediniere salpò da Trincomalee di scorta a una grossa formazione comprendente le navi da battaglia HMS Queen Elizabeth, HMS Valiant e Richelieu (francese) dirette a proteggere a distanza gli attacchi delle portaerei Saratoga e Illustrious contro le installazioni giapponesi a Sabang, missione ripetuta tra il 6 e il 27 maggio con obiettivo Surabaya. Dopo altre missioni di scorta ai convogli nell'oceano Indiano, tra il 15 e il 18 ottobre il Van Galen fu aggregato a una formazione britannica comprendente le portaerei HMS Victorious e HMS Indomitable e l'incrociatore da battaglia HMS Renown diretta a compiere incursioni nell'oceano Indiano orientale: il cacciatorpediniere stesso partecipò al bombardamento di Car Nicobar il 17 e ad altre azioni lungo la costa della Malaysia.
Nel novembre del 1944 il Van Galen rientrò nel Regno Unito: di base a Plymouth, partecipò alla scorta dei convogli alleati nella zona del Mare Celtico  in forza alla 8th Destroyer Flotilla prima di essere messo in cantiere a Southampton nel marzo 1945 per lavori di manutenzione su larga scala; rientrato in attività alla fine di luglio, raggiunse Amsterdam in agosto venendo liberato dai suoi obblighi di servizio con la Royal Navy. Dalla fine del 1945 il Van Galen fu inviato nelle acque delle Indie olandesi durante il periodo della guerra d'indipendenza indonesiana, rientrando poi in patria nel 1949; nel 1952 fu invece inviato nelle acque della coreane come parte del contributo dei Paesi Bassi allo sforzo bellico delle Nazioni Unite durante gli eventi della guerra di Corea. Rientrata nelle acque europee, la nave servì ancora come unità d'addestramento prima di essere posta in riserva nel 1953 e infine radiata dal servizio nell'ottobre 1956; lo scafo fu poi venduto per la demolizione l'8 febbraio 1957 e demolito nei giorni seguenti nei cantieri di Hendrik-Ido-Ambacht.